# Quapoya
Quapoya, biljni rod iz porodice kluzijevki. Kod Kew–a postoje četiri priznate vrste u tropskim krajevima Južne Amerike.

## Vrste
1. Quapoya bracteolata (Planch. & Triana) Sandwith
2. Quapoya froesii Maguire
3. Quapoya longipes (Ducke) Maguire
4. Quapoya sulphurea Poepp.

### Vrste nekada uključivane u ovaj rod
- Quapoya acuminata (Spreng.) Walp. = Garcinia portoricensis (Urb.) Alain
- Quapoya comans (Mart.) Planch. & Triana = Clusia comans (Mart.) Pipoly
- Quapoya laxiflora Poepp. = Clusia laxiflora (Poepp.) Planch. & Triana
- Quapoya ligulata Klotzsch = Clusia myriandra (Benth.) Planch. & Triana
- Quapoya panapanari Aubl. = Clusia panapanari (Aubl.) Choisy
- Quapoya peruviana (Poepp.) Kuntze = Clusia hammeliana Pipoly
- Quapoya robusta Klotzsch ex Engl. = Clusia schomburgkiana (Planch. & Triana) Benth. ex Engl.
- Quapoya scandens Aubl. = Clusia scandens (Aubl.) J.E.Nascim. & Bittrich
- Quapoya sipapoana Maguire = Clusia sipapoana (Maguire) Pipoly
- Quapoya surinamensis Miq. = Clusia panapanari (Aubl.) Choisy
- Quapoya peruviana var. guayanensis Maguire = Clusia hammeliana Pipoly
- Quapoya peruviana var. obtusiuscula Maguire = Clusia lutea Bittrich & J.E.Nascim.
- Quapoya peruviana var. occidentalis Cuatrec. = Clusia hammeliana Pipoly

## Sinonimi
- Smithia Scop.